# Mergiškių miškas
Mergiškių miškas este o arie protejată (arie specială de conservare — SAC, sit de importanță comunitară — SCI) din Lituania întinsă pe o suprafață de 156,39 ha, integral pe uscat.

## Localizare
Centrul sitului Mergiškių miškas este situat la coordonatele 54°36′37″N 24°29′40″E / 54.6103°N 24.4944°E.

## Înființare
Situl Mergiškių miškas a fost declarat sit de importanță comunitară în februarie 2004 pentru a proteja 1 specie de animale. Situl a fost protejat și ca arie specială de conservare în octombrie 2020.

## Biodiversitate
Situată în ecoregiunea boreală, aria protejată conține 5 habitate naturale: Liziere de ierburi înalte hidrofile de câmpie și de nivel montan până la alpin, Mlaștini turboase de tranziție și turbării mișcătoare, Păduri fino-scandinave bogate în ierburi cu Picea abies, Păduri de stejar sau de stejar și carpen sub-atlantice și medio-europene de Carpinion betuli, Păduri pe pante, grohotișuri și ravene de Tilio-Acerion.
La baza desemnării sitului se află o specie protejată de  nevertebrate: Cucujus cinnaberinus.
Pe lângă speciile protejate, pe teritoriul sitului au mai fost identificate 3 specii de plante.